# Lesdain
Lesdain település Franciaországban, Nord megyében. Lakosainak száma 448 fő (2022. január 1.). Lesdain Séranvillers-Forenville, Crèvecœur-sur-l’Escaut és Esnes községekkel határos.

## Népesség
A település népességének változása:
| Lakosok száma | 418  | 412  | 417  | 426  | 435  | 439  | 442  | 448  |
|               | 2013 | 2015 | 2017 | 2018 | 2019 | 2020 | 2021 | 2022 |